# オポク・アンポマー
ナナ・オポク・アンポマー（Nana Opoku Ampomah  ,  1996年1月2日 - ）は、ガーナのプロサッカー選手。ポジションはMF。

## 来歴
2016年にベルギーに渡り、KVメヘレンのユースチームに入団。同年にワースラント＝ベフェレンと契約。2016-17シーズンにプロ。翌2017-18シーズンに30試合7得点を記録。2018-19シーズンも7ゴールを決めるなど、快速ウィンガーとして鳴らし、注目される。
2019年7月11日、フォルトゥナ・デュッセルドルフと2022年までの契約を締結した。
2020年10月5日ロイヤル・アントワープヘ2年間のレンタルと買取オプション付きの加入で合意を発表。

## ガーナ代表
2017年11月13日のエジプト戦で、ガーナ代表初出場。2018年5月の日本戦にも出場した。